# Лаз (Сесчорі, Алба)
Лаз (рум. Laz) — село у повіті Алба в Румунії. Входить до складу комуни Сесчорі.
Село розташоване на відстані 253 км на північний захід від Бухареста, 23 км на південь від Алба-Юлії, 101 км на південь від Клуж-Напоки.

## Населення
За даними перепису населення 2002 року у селі проживали 422 особи, з них 421 особа (99,8%) румунів. Рідною мовою 421 особа (99,8%) назвала румунську.